# 徐元泉
徐元泉（1911年—1997年），男，吉林延吉人，中华人民共和国政治人物。

## 生平
早年参加学生运动。后担任吉林省政府秘书长兼延边行政公署专员。
中华人民共和国成立后，担任吉林省农业厅厅长、后升任吉林省人民委员会副省长。1978年，担任中华人民共和国农业部副部长，兼任中国农业科学院副院长。